# Red de investigaciones ecológicas a largo plazo
La Red de investigaciones ecológicas a largo plazo o Red LTER (por su sigla en inglés Long Term Ecological Research) es un grupo formado por más de 1800 científicos y estudiantes que estudian los procesos ecológicos en escalas temporales y espaciales extendidas. Veintiocho sitios LTER cubren un conjunto diverso de ecosistemas. Forma parte de la Red Internacional de Investigaciones Ecológicas a Largo Plazo (ILTER). El Programa LTER se estableció en 1980 y está financiado por la Fundación Nacional de Ciencias (NSF) de Estados Unidos. Los datos de los sitios LTER están disponibles públicamente en el repositorio de la Iniciativa de Datos Ambientales y se pueden encontrar a través de DataONE.

## Sitios LTER
A 2025, 27 sitios conforman la Red LTER de Estados Unidos, Puerto Rico y la Antártida, cada uno de los cuales realiza investigaciones sobre diferentes ecosistemas. Los sitios LTER son lugares físicos con comunidades de investigadores. Algunos de los sitios son de difícil acceso o están en zonas protegidas, públicas o privadas, mientras que otros están ubicados en ciudades o zonas agrícolas y productivas. El programa de investigación para cada sitio se adapta a las preguntas más urgentes para esa ubicación y se determina el grupo de investigadores con las habilidades e intereses para abordar esas preguntas. Los sitios son:
- Andrews Forest LTER[5]
- Arctic LTER[6]
- Beaufort Lagoon Ecosystem LTER[7]
- Bonanza Creek LTER[8]
- California Current Ecosystem LTER[9]
- Cedar Creek LTER[10]
- Central Arizona - Phoenix LTER[11]
- Florida Coastal Everglades LTER[12]
- Georgia Coastal Ecosystems LTER[13]
- Harvard Forest LTER[14]
- Hubbard Brook  LTER[15]
- Jornada Basin LTER[16]
- Kellogg Biological Station LTER[17]
- Konza Prairie LTER[18]
- Luquillo LTER[19]
- McMurdo Dry Valleys LTER[20]
- Minneapolis-St. Paul LTER
- Moorea Coral Reef LTER[21]
- Niwot Ridge LTER[22]
- North Temperate Lakes LTER[23]
- Northeast U.S. Shelf LTER[24]
- Northern Gulf of Alaska LTER[25]
- Palmer Antarctica LTER[26]
- Plum Island Ecosystem LTER[27]
- Santa Barbara Coastal LTER[28]
- Sevilleta LTER[29]
- Virginia Coast Reserve LTER[30]

## Símiles
La Red LTER de Estados Unidos es parte del Observatorio Nacional de Ecología de Estados Unidos (NEON). Este comparte características con el Instituto de Investigación Ambiental del Atlántico Sur (SAERI) de Sudáfrica, la Red de Investigaciones en Ecosistemas Terrestres (TERN) de Australia y la Red Europea de Investigaciones Ecológicas a Largo Plazo (eLTER).
La Red Internacional de Investigaciones Ecológicas a Largo Plazo, a su vez, alberga más de 750 sitios LTER internacionales repartidos en 39 sub-redes nacionales o co-nacionales, incluyendo aquellos de SAERI, TERN y eLTER. 